# USS LST-567
O USS LST-567 foi um navio de guerra norte-americano da classe LST que operou durante a Segunda Guerra Mundial.